# Ermitage et chapelle Saint-Thibaut
L'ermitage et chapelle de Saint-Thibaut, est un édifice religieux de deux pièces accolé à une chapelle, l’ensemble étant construit sur un éperon rocheux boisé dominant la vallée de l’Ourthe (rive gauche) en face du village de Marcourt (Belgique), dans la province de Luxembourg. Près d’une source aux eaux dites « miraculeuses » se développe aux XIe – XVIIe siècles un culte à saint Thibaut. L'ermitage est construit au XVIIe siècle : des ermites s'y succèdent jusqu’en 1968.

## Histoire
Sur un éperon rocheux surplombant l'Ourthe, en Ardenne, s'élève depuis le XIe siècle le château des comtes de Montaigu, dont la chapelle castrale est dédiée à Saint Thibaut, pèlerin et ermite décédé en 1066 et canonisé en 1073.
En 1413, le château est détruit dans un incendie. Il ne sera jamais reconstruit, mais les pèlerinages à Saint-Thibaut continuent auprès de la source se trouvant à une centaine de mètres plus bas. Des traces des fondations du château y sont encore visibles.
À la suite de deux miracles importants, obtenus grâce aux eaux miraculeuses de cette source une croix de grande dimension est érigée dans les ruines du château (1608). Les pèlerins sont de plus en plus nombreux. Aussi la comtesse Josine de la Marck, propriétaire des lieux, décide-t-elle d’y construire une chapelle (1622). Le projet ne se réalise qu’en 1639 — après sa mort — grâce à l’intervention dynamique du curé de Marcour, Charles Jamotte, avec le soutien actif des fidèles des paroisses environnantes (Marcour, Hotton, Dochamps) qui contribuent le matériau nécessaire, ainsi que le transport et la main d’œuvre.
En 1642, un ermitage de deux pièces est ajouté à la chapelle. Celui qui s’y retire, choisissant une vocation d’ermite au cœur de la forêt ardennaise, est le servant et le gardien de la chapelle Saint-Thibaut. Les ermites se succéderont jusqu’en 1968.

## Particularité
Dominant de près de 140 mètres la vallée sinueuse de l’Ourthe, le site offre un grandiose panorama et une vue exceptionnelle sur le village de Marcourt, sur l’autre rive de l’Ourthe, auquel chapelle et ermitage sont historiquement liés.

## Statut patrimonial et juridique
Depuis 1970, l’Association des Amis de l'Ermitage de Saint-Thibaut et du Site de Montaigu veille à la protection du site et à sa mise en valeur, en partenariat avec la Région wallonne et la Commune de Rendeux.
 Patrimoine classé (1973, no 83044-CLT-0002-01)